# Cecilie Thoresen

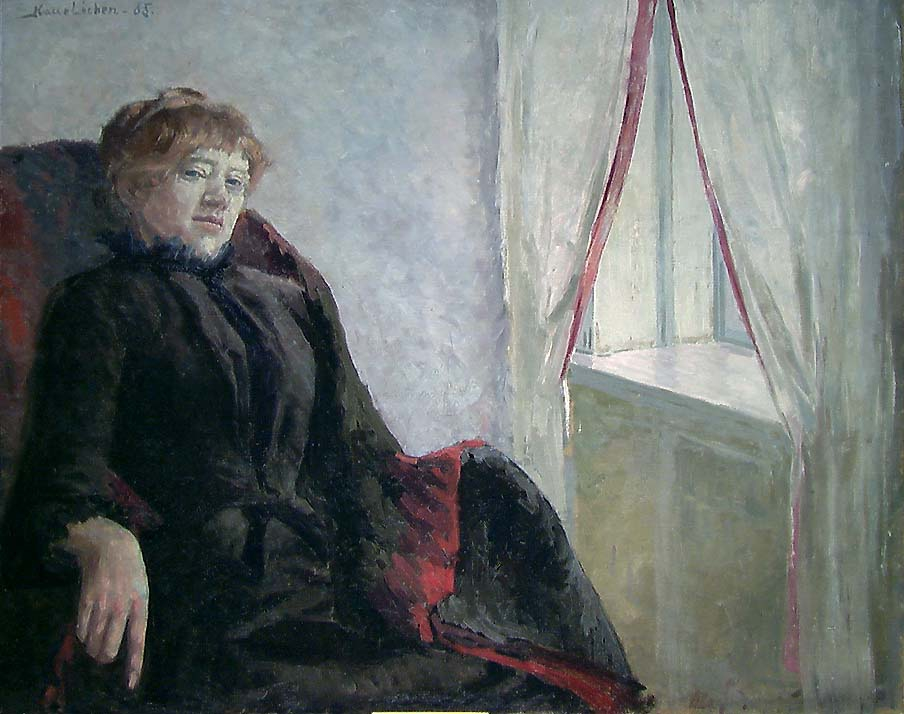
Cecilie Thoresen Krog, door Kalle Løchen, 1885.

Ida Cecilie Thoresen Krog (Eidsvoll, 7 maart 1858 - Kristiania, 13 november 1911) was de eerste Noorse vrouw die toegelaten werd aan een universiteit. Later zette ze zich actief in voor vrouwenemancipatie.

## Leven en werk
Thoresen was de dochter van een arts. Ze doorliep de Hartvig Nissen School, een particulier gymnasium voor meisjes in Kristiania, en slaagde in 1879. Ondanks het feit dat in die tijd meisjes nog geen toegang hadden tot de universiteit schreef ze zich in voor het toelatingsexamen. Toen haar verzoek bij herhaling werd afgewezen speelde haar vader de zaak op tot aan regeringsniveau. Uiteindelijk leidde contacten met parlementarier Hagbard Emanuel Berner tot een amendement dat het voor meisjes mogelijk maakte zich in te schrijven aan een universiteit. Thoresen deed dat zelf als eerste, in 1882. Ze studeerde in Kristiania en vervolgens in Kopenhagen, maar stopte haar studies toen ze in 1887 trouwde met de advocaat Fredrik Arentz Krog. In de navolgende drie jaren kreeg ze drie kinderen.
Thoresen Krog bleef zich later actief inzetten voor vrouwenrechten vanuit de - nog steeds bestaande - Norsk Kvinnesaksforening (Noorse vrouwenvereniging), waarvan ze zelf in 1884 mede-oprichtster was. Ze overleed in 1911 aan een hartziekte, na een langdurig ziekbed. De toneelschrijver Helge Krog was haar zoon.